# Las Rossinianas
Las Rossinianas es una obra para guitarra de Mauro Giuliani compuesta entre 1822 y 1828, y que incluye seis fantasías sobre arias de óperas de Gioachino Rossini. La Rossiniana I, opus 119, es una de las obras más interpretadas del autor. En la correspondencia entre Giuliani y su editor Artaria, se hace referencia a una séptima Rossiniana. 

## Rossiniana I, op. 119
Compuesta en 1820. Utiliza los siguientes temas:
- Introducción (Andantino)
- Assisa a piè d’un salice (Otelo)
- Languir per una bella, Andante grazioso (La Italiana en Argel)
- Con gran piacer, ben mio, Maestoso (La Italiana en Argel)
- Caro, caro ti parlo in petto, Moderato (La Italiana en Argel)
- Cara, per te quest’anima, Allegro Vivace (Armida)

## Rossiniana II, op. 120
Compuesta en 1821. Utiliza un tema que no es de Rossini, Il Baccanali di Roma del compositor Pietro Generali. 
- Introducción (Sostenuto)
- Deh ! Calma, o ciel, Andantino sostenuto (Otelo)
- Arditi all’ire, Allegretto innocente (Armida)
- Non più mesta accanto al fuoco, Maestoso (La Cenicienta)
- Di piacer mi balza il cor, (La gazza ladra)
- Fertilissima Regina, Allegretto (La Cenicienta)

## Rossiniana III, op. 121
Compuesta en 1821. La introducción es una obertura de estilo operístico, las arias de El turco en Italia y Zelmira están intercaladas por dos variaciones, la primera de carácter virtuoso.
- Introducción (Maestoso Sostenuto)
- Un soave non so che (La Cenicienta)
- Oh mattutini albori!, Andantino (La dama del lago)
- Questo vecchio maledetto, (El turco en Italia)
- Sorte! Secondami, Allegro (Zelmira)
- Cinto di nuovi allori, Maestoso (Ricciardo e Zoraide)

## Rossiniana IV, op. 122
Compuesta en 1824. La introducción es particularmente larga.
- Introducciónn (Sostenuto-Allegro Maestoso)
- Forse un dì conoscerete, Andante (La gazza ladra)
- Mi cadono le lagrime (La gazza ladra)
- Ah se puoi così lasciarmi, Allegro Maestoso (Mosè in Egitto)
- Piacer egual gli dei, Maestoso (Matilde di Shabran)
- Voglio ascoltar (La pietra del paragone)

## Rossiniana V, op. 123
Compuesta en 1824. 
- Introducción (Allegro con brio)
- E tu quando tornerai, Andantino mosso (Tancredi)
- Una voce poco fa (El barbero de Sevilla)
- Questo è un nodo avviluppato Andante sostenuto (La Cenicienta)
- Là seduto l’amato Giannetto, Allegro (La gazza ladra)
- Zitti zitti, piano piano, Allegro (El barbero de Sevilla)

## Rossiniana VI, op. 124
Compuesta en 1828. Es la más corta.
- Introducción (Maestoso)
- Qual mesto gemito, Larghetto (Semiramide)
- Oh quante lagrime finor versai, Maestoso (La dama del lago)
- Questo nome che suona vittoria, Allegro brillante (Le Siège de Corinthe)